# Керченски проток
Кѐрченският проток (на руски: Керченский пролив; на украински: Керченська протока), наричан от древните гърци Кимерийски Босфор (на народа кимерийци) е проток между Керченския полуостров на запад и Таманския полуостров на изток, съединяващ Черно на юг с Азовско море на север. Дължина 41 km, ширина от 4,5 до 15 km, дълбочина до 18 m. Бреговете му са частично низинни с пясъчни коси, на места стръмни и скалисти. През зимата е покрит с плаващи ледове. На западния му бряг е разположен град Керч.

## Митове
Еврипид описва как откъм Таврида (тоест Крим) протокът е преплуван от Ио – възлюбената на Зевс, която е превърната от жена му Хера в крава, гонена от стършел.
Есхил нарича брода през протока Кимерийски Босфор „Крави брод“ – поради облика на Ио, когато го преплува.
В своите „Успоредни животописи“ Плутарх, позовавайки се на Хеланик, съобщава, че амазонките се прехвърлят през Кимерийския Босфор по леда.

## История

### XX век
През април 1944 г. започва строителство на железопътен мост през протока. То завършва през есента същата година. Понеже мостът не е имал ледорези, през февруари 1945 г. ледоход от Азовско море поврежда 30% от опорите. Решено е да не се възстановява, като оцелелите подпори са премахнати, за да не пречат на корабоплаването.
На мястото на разрушения мост през 1953 г. е открита фериботна линия, съединяваща Крим с Краснодарския край (пристанище „Крим“ – пристанище „Кавказ“). Линията се обслужва от железопътните фериботни кораби „Задполярен“, „Северен“, „Южен“ и „Източен“. По-късно в експлоатация са въведени и автомобилните фериботи: „Керченски-1“, „Керченски-2“ и „Ейск“.
В края на 1980-те г. поради остаряване на железопътните фериботи превозването на пътници и товари през протока е прекратено.

### XXІ век
През 2003 г. Керченският проток се оказва в центъра на спор между Русия и Украйна, след като властите на Краснодарски край започват да строят дига към остров Тузла, чиято принадлежност се оспорва от Украйна и Русия. Конфликтът е изгладен при среща на президентите и е подписан договор, в който протокът е признат за съвместни вътрешни води на Русия и Украйна.
Преговорите на експертни групи по разделянето на Азовско море обаче продължават.
През 2015 г. започва строителството на транспортен коридор през Керченския проток. Кримският мост е официално открит на 15 май 2018 г. от президента на Русия Владимир Путин.